# Jonas Kriščiūnas

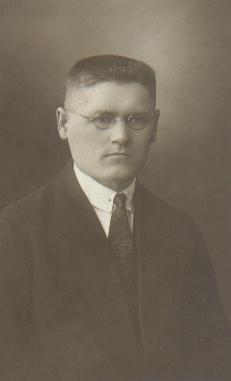
Jonas Kriščiūnas

Jonas Kriščiūnas (* 5. Januar 1888 in Stebuliškės, Gebiet Liudvinavas, Bezirk Marijampolė, Russland; † 2. Juli 1973 in Kaunas) war ein sowjetisch-litauischer Agronom, Imker und sowjetischer Politiker.

## Leben
Nach der Grundschule Liudvinavas und dem Abitur 1907 am Gymnasium Marijampolė absolvierte er 1913 das Studium an der Fakultät für Physik und Mathematik der Universität Sankt Petersburg. Von 1914 bis 1917 leistete er den Armeedienst, 1916 arbeitete er als Aerologe in der Aviation. Von 1925 bis 1941 und von 1944 bis 1973 lehrte er an der Lietuvos žemės ūkio akademija, von 1940 bis 1941 und von 1944 bis 1945 war er Rektor, von 1945 bis 1947 Prorektor, 1928–1941 und 1944–1957 Leiter des Lehrstuhls für Pflanzenbauwissenschaft ab 1940 Professor und Ehrendoktor. 
Ab 1965 war er Mitglied des Litauischen Entomologenvereins.
1951–1959 war er Deputat des Obersten Sowjets Sowjetlitauens.

## Bibliografie
- Augalų ligos, 1912
- Imkerei // Bitininkystė, 1933, 1961
- Pflanzenbauwissenschaft // Augalininkystė, 1959